# Sent Andrieu d'Olerargues
Sent Andrieu d'Olerargues (en francès Saint-André-d'Olérargues) és un municipi francès situat al departament del Gard i a la regió d'Occitània.